# Forêt nationale de Coconino
La forêt nationale de Coconino est une forêt fédérale protégée située en Arizona, aux États-Unis.
Elle s'étend sur une surface de 7 371 km2 et a été créée le 2 juillet 1908.

## Description
La forêt nationale de Coconino contient divers paysages, notamment des déserts, des forêts de pins ponderosa, des plaines, des mésas et une toundra alpine ainsi que d'anciens pics volcaniques. La forêt entoure les villes de Sedona et de Flagstaff et borde quatre autres forêts nationales ; la forêt nationale de Kaibab à l'ouest et au nord-ouest, la forêt nationale de Prescott au sud-ouest, la forêt nationale de Tonto au sud et la forêt nationale d'Apache-Sitgreaves au sud-est.
L’altitude varie de 800 m dans la partie sud de la forêt près de la rivière Verde à 3 851 m au sommet du sommet Humphreys, le point le plus élevé de l’état de l’Arizona. Une grande partie de la forêt est un plateau de haute altitude (l’altitude moyenne est d’environ 2 100 m sur le plateau) située au milieu de la plus grande forêt de pins ponderosa contiguë d’Amérique du Nord.

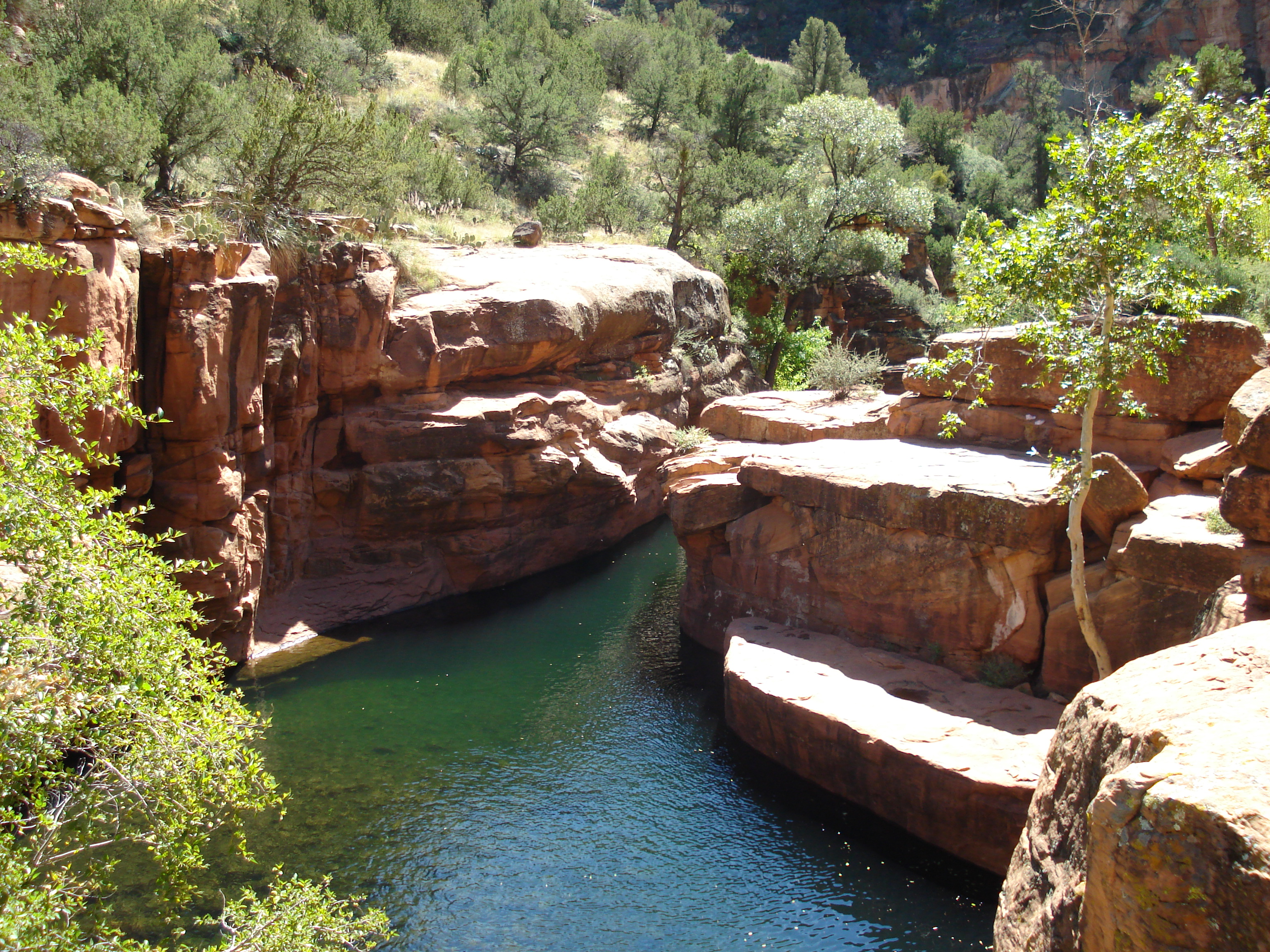
Wet Beaver Creek
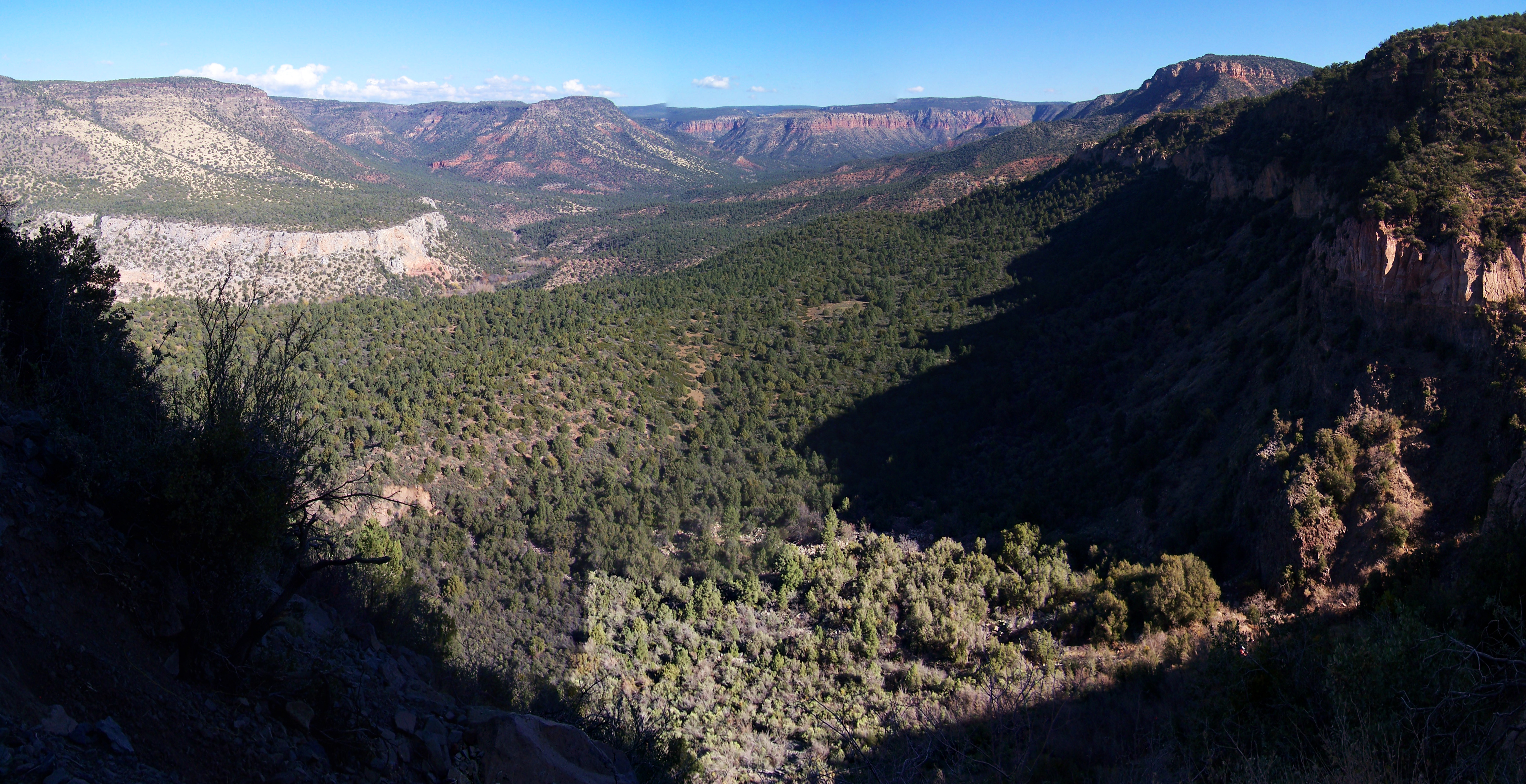
Fossil Creek
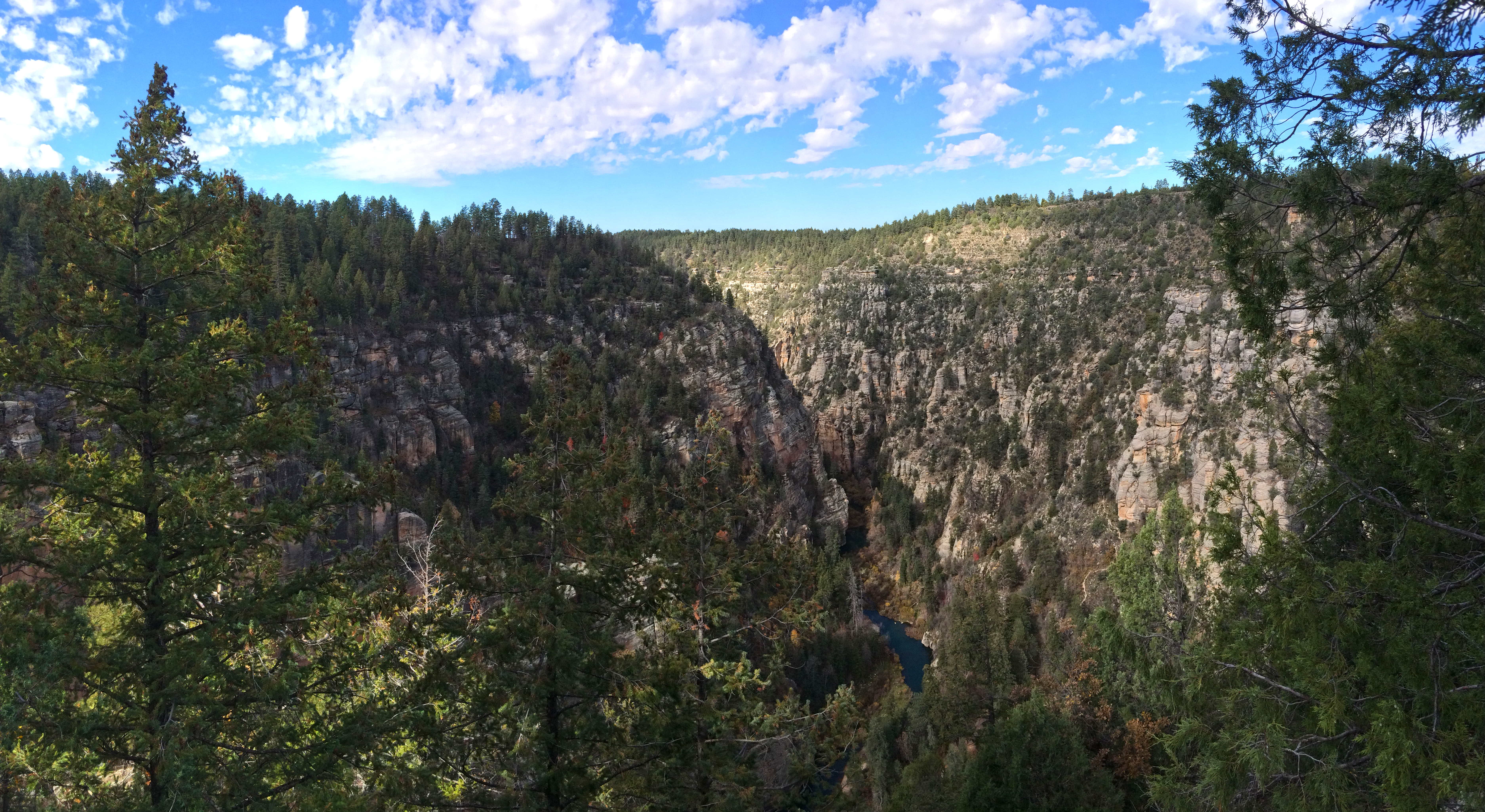
West Clear Creek Wilderness
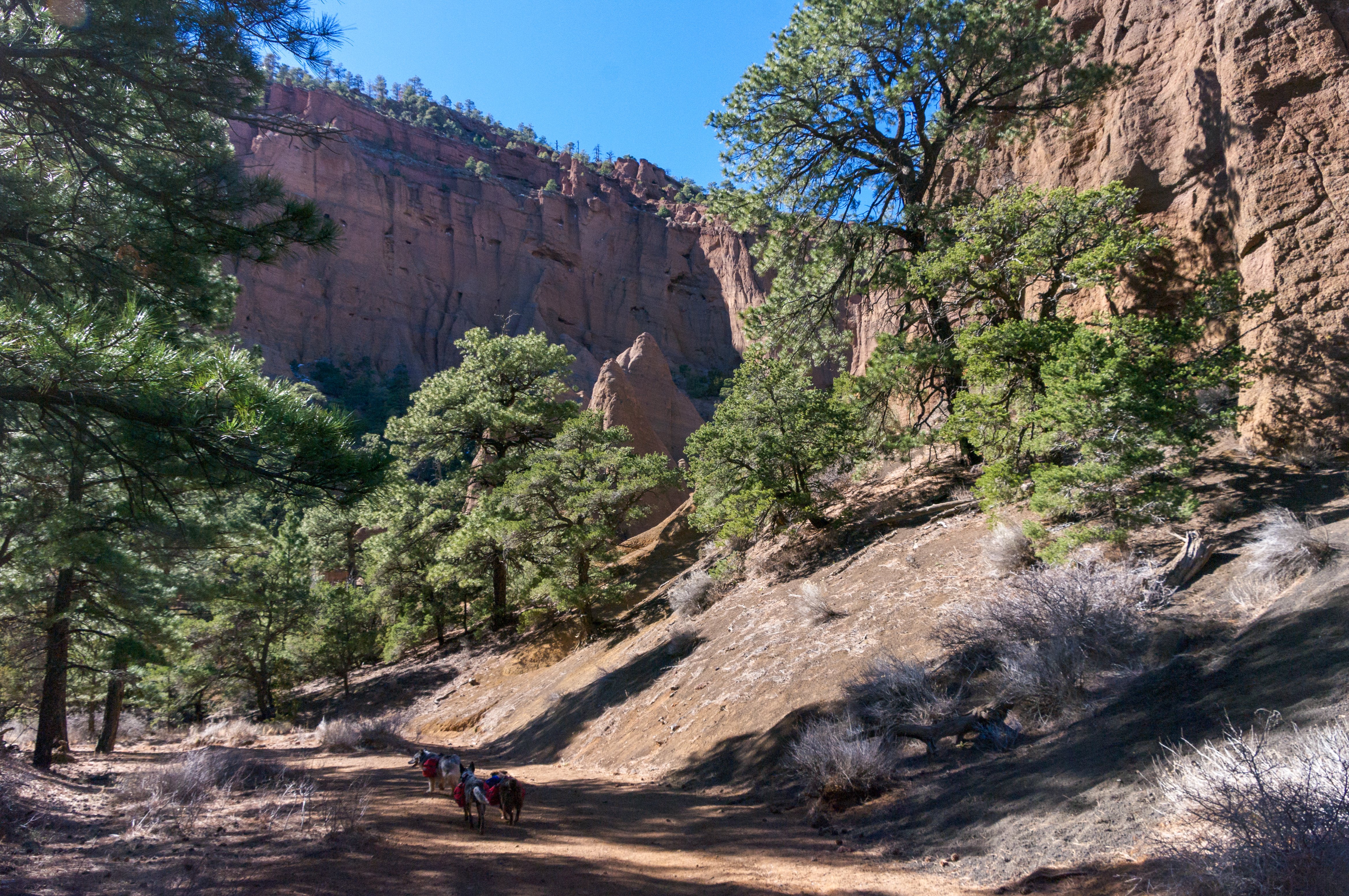
Red Mountain Trail
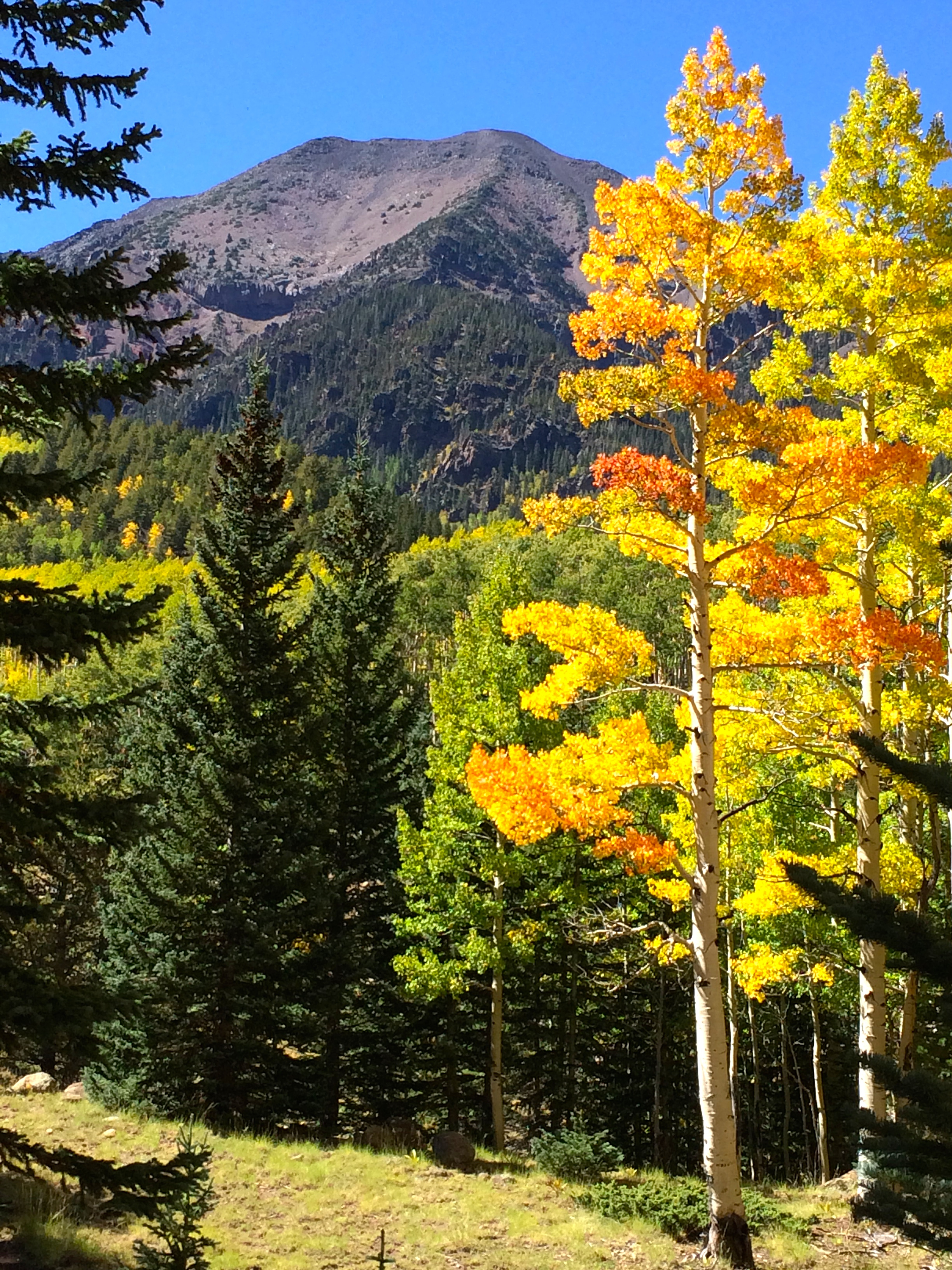
Couleurs de la forêt
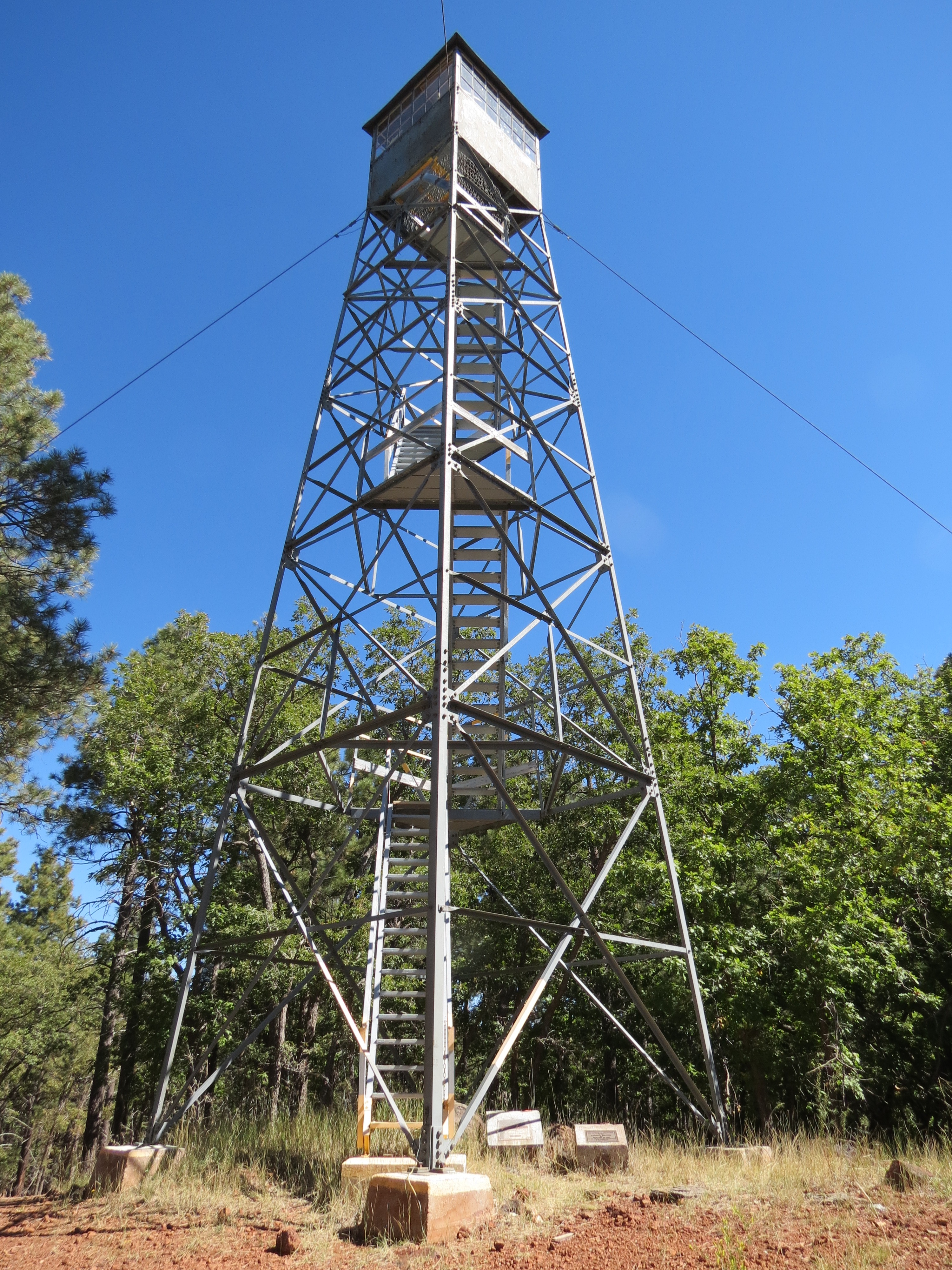
La tour de guet de Woody Mountain